# Cuneo
|  | Per a altres significats, vegeu «Província de Cuneo». |

Cuneo -en piemontès Coni- és un municipi italià a la província de Cuneo (regió del Piemont). L'any 2005 tenia 54.817 habitants. Situada en un turó, a la vora de la confluència del riu Gesso amb el Stura. Posseeix bells monuments com l'església dels franciscans, i una altra d'estil gòtic construïda en els segles XIV i XVI i que el primer terç del segle XX serví de magatzem d'efectes militars: La catedral, l'Ajuntament i algunes restes d'antigues fortificacions. El Corso Marcello Soleri i el Corso 4 de Novembre, són les arteries principals de la ciutat. El comerç, gràcies a la seva excel·lent situació, és molt actiu, especialment els cereals, consistint la indústria en el manufacturat de teixits de llana i seda, cristall, mobles, etc. De la seva estació de ferrocarril hi surten línies vers Torí i Gènova i també tramvies cap a Dronero, Borgo San Dalmazzo i Bueves.

## Història
Cuneo fou fundada pel rei Arrigo IV, constituint una de les principals places fortes del Piemont per la seva situació a l'entrada del congost de Tenda. Els francesos l'assetjaren sense resultat el 1691 i el 1704, posant-li setge altra vegada el 1741 després de la derrota que feren sofrir al rei de Sardenya.
El 30 de setembre de 1744 tingué lloc la batalla definitiva entre el rei de Sardenya Carles Manuel i l'exèrcit hispano-francès comandant per l'infant Felip i el príncep de Conti. La victòria molt disputada, fou per aquests últims, però resultà estèril per la manca d'un plan de campanya ben concebut.
Els aliats assetjaren de forma molt forta Cuneo, sense que les vives instàncies del rei de Sardenya assolissin treure de la seva inacció a l'exèrcit austríac del príncep Lobkowitz, que s'havia retirat a l'interior del triangle format per les places de Perusa, Fano i Urbino per passar l'hivern; però els esforços d'aquells toparen amb la tenacitat amb què defensà la plaça el seu governador el baró de Lentrum, i hagueren d'aixecar el setge el 22 d'octubre, retirant-se a Niça,  Savoia, Provença i el Delfinat, on es repartiren entre quarters d'hivern, no caient la plaça en poder de França fins al 1796.
El 1799 la prengueren els austríacs, i l'any següent tornà a esser recuperada pels francesos, després de la victòria de la batalla de Marengo. Els nous dominadors destruïren les fortificacions, convertint-les en bells passeigs.
Acabades les guerres napoleòniques, Cuneo recuperà la nacionalitat italiana.

## Personatges il·lustres
- Matteo Ceirano (1870 - 1941), pioner de la indústria automobilística
- Anna Maria Prina (n. 1943), és una ballarina i professora de ballet.